# Unsterbliche Fernpartie
Die Unsterbliche Fernpartie ist eine Schachpartie, die von 1964 bis 1965 im Fernschach zwischen den beiden schwedischen Fernschachmeistern Arvid Sundin und Erik Andersson gespielt wurde. Berühmt wurde sie vor allem durch das rekordverdächtige materielle Übergewicht des Verlierers in der Mattposition – es übertrifft noch jenes der Unsterblichen Partie. Zu ihrer Bekanntheit trug bei, dass die Schlussstellung auf einer am 12. Oktober 1985 herausgegebenen schwedischen Schachbriefmarke (im Wert von 3 Kronen) zu sehen ist.
Die Unsterbliche Fernpartie wurde in der Meisterklasse des ICCF-Weltturniers gespielt. Man konnte sich hier für ein Vorturnier („Halbfinale“ – siehe Qualifikationsbedingungen) zur Fernschachweltmeisterschaft qualifizieren.